# Trample the Weak, Hurdle the Dead
Trample the Weak, Hurdle the Dead är det amerikanska death metal-bandet Skinless fjärde studioalbum. Albumet släpptes 13 juni 2006 genom skivbolaget Relapse Records.

## Låtförteckning
1. "Overlord" – 4:06
2. "A Unilateral Disgust" – 4:15
3. "Deviation Will Not Be Tolerated" – 5:28
4. "Trample the Weak, Hurdle the Dead" – 4:10
5. "Spoils of the Sycophant" – 3:53
6. "Endvisioned" – 4:42
7. "Execution of Reason" – 4:22
8. "Wicked World" (Black Sabbath-cover) – 5:47

## Medverkande
Musiker (Skinless-medlemmar)
- Noah Carpenter − gitarr
- Jason Keyser − sång
- Joe Keyser − basgitarr
- Bob Beaulac − trummor

Bidragande musiker
- Dustin Rose – sång (spår 1)

Produktion
- Brett Portzer – producent, ljudtekniker
- Ryan Slowey – ljudtekniker
- Scott Hull – mastering
- Noah Carpenter – omslagskonst
- Orion Landau – omslagskonst
- Nate Pallace – foto